# Cephalozia otaruensis
Cephalozia otaruensis là một loài rêu trong họ Cephaloziaceae. Loài này được Stephani mô tả khoa học đầu tiên năm 1924.